# Bonaventura Conangla i Balcells
Bonaventura Conangla Balcells (Santa Coloma de Queralt, 13 de maig de 1833 – Albacete, 8 de juliol 1897) va ser un polític conservador, alcalde d’Albacete entre 1878 i 1881.
A vint anys Conangla s'instal·la a Albacete, ciutat en la qual es casa amb María del Carmen Serra (1866) i on resideix fins a la seva mort. Entre 1865 i 1868 consta referenciat com a caixer de la Tresoreria de la Hisenda Pública de la Diputació d’Albacete.
Segons el cronista local Joaquín Quijada Valdivieso, el 17 de gener de 1875 és escollit conseller de l’Ajuntament interí d’Albacete. El 15 de novembre d’aquell any consta com a alcalde accidental de la ciutat, càrrec que encara exerceix el 1876, quan es debat sobre l'escut heràldic d’Albacete. Acabada la tercera guerra carlina, és escollit per sufragi en les eleccions de l’1 de març de 1877 i nomenat tinent d’alcalde de l’Ajuntament presidit per José Madrona Tebar.
Després de la mort d’aquest, el 20 de setembre de 1878, Conangla és escollit alcalde d’Albacete (23 d’octubre). Una de les primeres tasques que realitza és investigar els abusos que s'estan cometent a la presó municipal; també ordenar la construcció d’un nou cementiri, inaugurat l'1 de juliol de 1879, un projecte que ja havia ideat com a tinent d'alcalde en considerar que el cementiri fins llavors actual es trobava massa prop de la població. Durant el seu mandat, també es desplaça la Casa Consistorial a la plaça d'Altozano i es licita un teatre al carrer Candeleros (1880).
Conangla va presentar la dimissió com a alcalde el 9 de març de 1881. Des de 1884 exerceix de diputat provincial de la província d’Albacete, ⁣ esdevenint el vicepresident accidental de la diputació el 1888.
Bonaventura Conangla va morir el 8 de juliol de 1897. El 27 de desembre de 1905, l’Ajuntament d’Albacete va decidir dedicar-li un carrer de la ciutat.